# NGC 373
NGC 373 este o galaxie eliptică situată în constelația Peștii. A fost descoperită în 12 decembrie 1876 de către John Dreyer.